# Jan Heemskerk

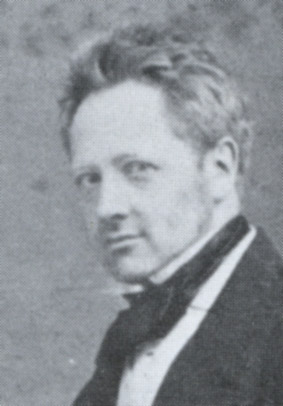
Jan Heemskerk

Jan Heemskerk Azn. (* 30. Juli 1818 in Amsterdam; † 9. Oktober 1897 in Den Haag) war ein liberaler, später konservativer niederländischer Staatsmann. 1874–1877 und 1883–1888 war er Vorsitzender des Ministerrats.

## Leben
Nach einer gymnasialen Ausbildung am Atheneum Illustre in Amsterdam studierte er an der Universität Utrecht Rechtswissenschaft und Literaturwissenschaft und schloss beide Fächer 1839 mit der Promotion ab. Anschließend wurde er Rechtsanwalt in Amsterdam.
Heemskerk begann seine politische Karriere als Liberaler, war dann aber der Anführer der gemäßigt konservativen Partei in der Zweiten Kammer der Generalstaaten und wurde 1866–1868 Minister des Innern, musste aber wegen der von dem damaligen Kabinett van Zuylen van Nijevelt in der Luxemburgkrise befolgten Politik abtreten. Er wurde hierauf Mitglied des obersten Gerichtshofs. 1874 wurde er Innenminister und zugleich Vorsitzender des Ministerrats, bis er 1877 die nachgesuchte Entlassung erhielt. Er entwickelte während seines ersten Ministeriums bedeutende administrative Fähigkeiten, und seinen Gegnern trat er stets mit schlagfertiger Dialektik entgegen. Während seines zweiten Ministeriums brachte er das Gesetz über den höheren Unterricht zustande. 1883–1888 war er erneut Innenminister und Kabinettschef. Auch nach dem Wahlsieg der Liberalen 1886 blieb Heemskerk an der Spitze der Regierung und begann eine durchgreifende Verfassungsreform. Nach seinem Rücktritt 1888 lehnte er eine Erhebung in den Adelsstand ab.
1885 wurde ihm der Ehrentitel eines Staatsministers verliehen.
Sein Politikstil wird als pragmatisch beschrieben, seine Lebenshaltung wurde mit der Zeit immer konservativer. Er paarte ruhige Besonnenheit mit mildem Humor.
In literarischer Hinsicht machte er sich durch einige Biographien hervorragender niederländischer Gelehrten und Staatsmänner sowie durch verschiedene juristische Abhandlungen einen Namen, von denen besonders die auf die Verfassungsurkunde sich beziehenden das tiefe Studium wie die außerordentliche Schärfe des Urteils bezeugen.